# 第一次怪兽热潮
第一次怪兽热潮  （日语：／）是指受电视节目《奥特Q》、《奥特曼》影响的、特摄电视节目里的、儿童为主体对象的、产生爆发性热潮的关于巨大的“怪兽”被接连制作的社会现象。时间为1966年（昭和41年）至1968年（昭和43年）左右。

## 经过
1966年（昭和41年），电影“哥斯拉系列”之父圆谷英二在成立了圆谷制作公司。从TBS播放《奥特Q》开始，之前只能在电影里看到的怪兽们，以此为开端每周都会在电视上出现。延续《岩浆大使》（富士电视台）、《奥特曼》（TBS）的播放，由此产生了成为爆炸性社会现象的、日本孩子们之间互称的“怪兽热潮”。

## 关联条目
- 第二次怪兽热潮